# Topolîn, Hust
Topolîn (în ucraineană Тополин) este un sat în comuna Monastîreț din raionul Hust, regiunea Transcarpatia, Ucraina.

## Demografie
Componența lingvistică a localității Topolîn
     Ucraineană (99,69%)
     Alte limbi (0,31%)
Conform recensământului din 2001, majoritatea populației localității Topolîn era vorbitoare de ucraineană (99,69%), existând în minoritate și vorbitori de alte limbi.